# محمدرضا صفوی
محمدرضا صفوی (زاده ۱۳۳۵ - تهران) کارگردان، تهیه‌کننده و فیلم‌نامه‌نویس اهل ایران است.

## فیلم‌شناسی

### بازیگر
- آن سوی مه (۱۳۶۴)

### کارگردان
- افسون (۱۳۶۷)
- گریز از شهر (۱۳۶۴)

### نویسنده
- تحفه هند (۱۳۷۳)
- افسون (۱۳۶۷)
- گریز از شهر (۱۳۶۴)

### تهیه‌کننده
- افسون (۱۳۶۷)
- گریز از شهر (۱۳۶۴)

### تدوین
- افسون (۱۳۶۷)